# Estrela convidada
Em astronomia, a expressão estrela convidada refere-se a uma estrela que se tornou repentinamente visível em um local do céu onde nenhuma estrela já havia sido observada antes, e se torna invisível novamente após algum tempo. O termo é uma tradução literal de registros astronômicos dos antigos chineses. A astronomia moderna reconhece que as estrelas convidadas são manifestações de estrelas variáveis cataclísmicas: novas e supernovas. Ainda assim, o termo "estrela convidada" ainda é usado no contexto de registros antigos, já a classificação exata de um evento astronômico em questão baseia-se em interpretações de registros antigos em vez de observações diretas. Na astronomia da Antiga China, estrelas convidadas  ( xing ke 星 客) eram um dos três tipos de "novas estrelas", sendo que os outros dois eram cometas segundo a concepção moderna. O registro mais antigo chinês de estrelas convidadas está contida em Han Shu (汉书), a história da Dinastia Han (206 a.C. - 220 b.C.), e todas as histórias dinásticas subsequentes tinham tais registros.
A Antiga Europa narra possíveis indicações de supernovas, que podem ser vagas referências a eventos astronômicos, como a supernova de 185, também registrada pelos chineses. Ao mesmo tempo, os astrônomos discutem a notável falta de registros europeus da supernova de 1054.